# Quai Vercour
Le quai Vercour est une artère liégeoise, sur la rive gauche de la Meuse, qui va du quai du Bac au quai Timmermans, dans le quartier administratif de Sclessin. Il est bien connu des amateurs de football car il longe les installations du stade de Sclessin où évolue le Standard de Liège.

## Situation
Le quai est une voie rapide (deux bandes de circulation automobile dans chaque sens) longeant la rive gauche de la Meuse et reliant, de l'amont vers l'aval, le quai du Bac au quai Timmermans en direction du Val-Benoît et du centre de Liège. Le quai donne accès au pont d'Ougrée  franchissant la Meuse.

## Odonymie
Les chevaliers de Sauvage-Vercour étaient les propriétaires de l'ancien château et des terres avoisinantes.

## Description
Ce quai mesurant environ 1 150 m est bordé de maisons d'habitation entre la rue de la Barge et la rue de la Centrale (présence de la  station de pompage n°16). Il avoisine ensuite les installations du stade de Sclessin, sert de rampes au pont d'Ougrée, longe une zone industrielle puis compte un dernier îlot d'habitations parmi lesquelles le château de Sclessin situé à l'angle du quai et de la rue de Berloz.

## Patrimoine et culture
Le château de Sclessin est devenu un lieu culturel (théâtre et cours artistiques)

## Voies adjacentes
- Quai du Bac
- Rue de la Barge
- Rue Gilles Galler
- Rue de Souvret
- En Tchinrowe
- Rue de la Centrale
- Pont d'Ougrée
- Rue de Berloz
- Rue du Vieux-Château
- Rue de la Scierie
- Quai Timmermans